# Parcours de la céramique
 (septembre 2022).
 (août 2022).
Si vous disposez d'ouvrages ou d'articles de référence ou si vous connaissez des sites web de qualité traitant du thème abordé ici, merci de compléter l'article en donnant les références utiles à sa vérifiabilité et en les liant à la section « Notes et références ».
Le Parcours de la céramique est une manifestation culturelle annuelle de 5 jours composée d'une exposition et d'une série de conférences sur le thème de la céramique et des arts du feu.
Les exposants sont des galeries françaises et internationales qui proposent des œuvres à la vente pour la durée du parcours. Il permet ainsi de développer le marché de l'art à un niveau international. 

## Historique

### Origine
L’Association des Spécialistes de la Céramique de Collection (ASCC) a été créée en 1996 par des spécialistes de céramique français et européens, pour organiser le Salon International de la Céramique de Collection et des Arts du Feu (SICCAF).
Le SICCAF a eu trois éditions : en 1997, 1999 et 2001. Toutes trois se sont déroulées à l’hôtel Dassault, au rond-point des Champs-Elysées. Elles comptaient entre 20 et 30 exposants français et européens. Des conférences se tenaient durant l’événement et toutes étaient publiées dans le catalogue. En fin d’évènement, l’association décernait un prix pour promouvoir les recherches et accroire les connaissances sur la céramique et les Arts du Feu.
En 2003 et 2005, le SICCAF fusionne avec le Salon du Collectionneur organisé par le SNA (organisateur de la Biennale des Antiquaires à Paris), qui avait lieu au Carrousel du Louvre.
En 2007, le SICCAF reprend son indépendance pour une dernière édition à l’Hôtel Amelot de Gournay, sur le boulevard Saint-Germain. Mais le prix élevé de la location d’un hôtel particulier au centre de Paris, a été une des causes de l’arrêt du Salon International de la Céramique et des Arts du Feu. 

### Création du Parcours de la céramique
En 2008, l’ASCC crée le Parcours de la Céramique et des Arts du Feu, en s’inspirant du Parcours Asiatique de Bruxelles. La première édition a lieu dans le Carré Rive Gauche et au Louvre des antiquaires. Elle accueille des participants français et européens pour exposer des céramiques de collections, des verres et des émaux de toutes époques.
Le Parcours de la Céramique s’annualise et a lieu au mois de septembre chaque année. Des visites guidées ont lieu, accompagnées par des conservateurs de musée ou des conférencières. Depuis 2015, le Parcours se tient principalement dans le Carré Rive Gauche. Après l’initiative de tables rondes, un cycle de conférences voit le jour au 1er étage du restaurant le Bistrot de Paris.

### Évolution
En 2017, l’ASCC fête ses 20 ans et le Parcours ses 10 ans. À cette occasion, les organisateurs décident d’associer un musée à l’évènement. Cette association avec un musée est reprise chaque année. Pour le 15e Parcours, le musée partenaire est le Musée des Arts Décoratifs et du Design de Bordeaux.
L’association a lancé sa chaîne YouTube « Parcours de la Céramique » où toutes les conférences depuis 2020 sont visibles. Elle a également renforcé sa présence sur les réseaux sociaux, devenu indispensable. 
En 2022, l’ASCC, en collaboration avec l’Association pour l’Étude de la Céramique, a décidé de décerner un prix pour continuer à promouvoir les recherches et l’avancement des connaissances céramiques.